# Erdélyi országgyűlések listája
A lista a Magyar Királyságban 1526-ot követően Erdélyben, csak erdélyi résztvevőkkel tartott országgyűléseket, illetve az erdélyi rendi országgyűléseket sorolja fel időrendben. Az 1848-as utolsó erdélyi rendi országgyűlést követően három alkalommal: 1861-ben, 1863-64-ben és – a király által összehívva – 1865-ben volt országgyűlés, melyeket szintén tartalmaz a táblázat Nem rendi országgyűlések szakasza.

## Rendi országgyűlések
| Dátum                                | Helyszín                  | Témái, határozatai, eseményei | Megjegyzés                                                              |
| ------------------------------------ | ------------------------- | --- | ----------------------------------------------------------------------- |
| 1527. augusztus 26.                  | Torda                     | | magyar és székely nemzet                                                |
| 1527. augusztus 30.                  | Medgyes                   | Georg von Reicherstorffer elfogatása; 9500 Ft adó felajánlása I. János királynak | szász nemzet                                                            |
| 1527. október 18. előtt              | Kolozsvár                 | 80 000 arany János királynak |                                                                         |
| 1528. március 11.                    | Marosvásárhely            | Vingárti Horváth Gáspár, aki I. Ferdinánd helytartójaként vezette az országot, átadja tisztségét Perényi Péter vajdának                                                                                                 |                                                                         |
| 1528. június 14.                     | Baráthely                 | | Perényi Péter hívta össze Ferdinánd megbízásából                        |
| 1528. július 12.                     | Nagyenyed                 | | Perényi Péter hívta össze Ferdinánd megbízásából                        |
| 1529. január 21.                     | Gerend                    | pénz és fegyveres erő biztosítása Ferdinándnak | Gerendi Miklós erdélyi püspök, királyi kincstérnok hívta össze          |
| 1530. május 1.                       |                           | háború János király ellen | csak Ferdinánd hívei                                                    |
| 1530. augusztus 22.                  |                           | | csak Ferdinánd hívei                                                    |
| 1531. március                        | Medgyes                   | a székelyek 1500 fegyverest és pénzt ajánlottak meg János királynak |                                                                         |
| 1531. július eleje                   | Medgyes                   | | János király személyes részvételével                                    |
| 1531. év vége                        |                           | |                                                                         |
| 1532. július 14.                     | Vízakna                   | | János király helytartója, Lodovico Gritti hívta össze                   |
| 1533. február 23.                    | Medgyes                   | |                                                                         |
| 1534. április 6.                     | Torda                     | | Lodovico Gritti hívatta össze                                           |
| 1534. május második fele             | Kolozsvár                 | hódolat a János király által kinevezett vajdának, Laszky Jeromosnak | nem tudjuk, hogy megtartották-e                                         |
| 1534. október 28.                    | Torda                     | János király Majláth Istvánt nevezi ki vajdának |                                                                         |
| 1535. január 1.                      | Marosvásárhely            | a három nemzet hadi kötelezettségei |                                                                         |
| 1536. szeptember-október             | Nagyvárad                 | jobbágyok költözése |                                                                         |
| 1540. március 9.                     | Marosvásárhely            | összeesküvés | Majláth István és Balassa Imre hívta össze                              |
| 1540. április 24. (május 7?)         | Torda                     | az összeesküvők egy része meghódolt |                                                                         |
| 1540. augusztus 29.                  | Segesvár                  | Majláth István és Balassa Imre vajdák kormányzó főkapitánnyá kinevezése |                                                                         |
| 1540. szeptember 21.                 | Berethalom                | Majláth István megpróbálta magát fejedelemmé választatni, de nem járt sikerrel |                                                                         |
| 1540. november 1.                    | Nagysink                  | feltételes hűségeskü I. Ferdinándnak |                                                                         |
| 1541. január vége -február 12.       | Torda                     | fegyverszünet János Zsigmond és Ferdinánd hívei között |                                                                         |
| 1541. május 15.                      | Nagyselyk                 | elfogadják János Zsigmondot uralkodónak |                                                                         |
| 1541. augusztus 10.                  | Torda                     | hűségeskü János Zsigmondnak |                                                                         |
| 1541. december 12–22.                | Torda                     | |                                                                         |
| 1542. január 25-26.                  | Marosvásárhely            | Fráter György elismerése János Zsigmond helytartójaként | eredetileg Tordára hívták össze                                         |
| 1542. március 10-29.                 | Torda                     | Izabella királyné és János Zsigmond befogadása, kormánytanács választása | eredetileg Gyulafehérvárra hívták össze március 8-ra                    |
| 1542. június 11.                     | Marosvásárhely            | az erdélyi püspök palotájának és birtokainak átadása Izabella királynénak |                                                                         |
| 1542. augusztus 6.                   | Kolozsvár                 | az 1541. december 29-i gyalui egyezmény elfogadása |                                                                         |
| 1542. október 3.                     | Torda                     | a török porta ellenzése miatt tanácskozás a gyalui szerződésről |                                                                         |
| 1542. december 20–22.                | Torda                     | gyalui egyezmény végre nem hajtása, török adó megszavazása, három nemzet uniójának megújítása, Fráter György helytartóságának megerősítése                                                                              | tábori országgyűlés                                                     |
| 1543. február 26.                    | Kolozsvár                 | katonai segítség kérése I. Ferdinándtól, de szükség esetén csatlakozás az ellene szervezett török hadjárathoz; János Zsigmond nagykorúságáig Izabella királyné uralkodik; Johannes Honterus vallásújításának elfogadása |                                                                         |
| 1543. június 3.                      | Gyulafehérvár             | török adó elküldése, athnáme kérése fejedelem választásához |                                                                         |
| 1543. június 29.                     | Gyulafehérvár             | török adó |                                                                         |
| 1543. augusztus eleje                | Gyalu                     | székelyek megadóztatása |                                                                         |
| 1543. november 29.                   | Marosvásárhely            | jobbágyok adózása |                                                                         |
| 1544. január 9.                      | Torda                     | törököknek fizetendő adó megszavazása |                                                                         |
| 1544. április 24.                    | Torda                     | vallásújítások korlátozása |                                                                         |
| 1544. augusztus 1.                   | Torda                     | Erdély és Partium egyesítése, Fráter György főbírói kinevezése | első ízben vesznek részt a Partium küldöttei                            |
| 1545. április 21.                    | Torda                     | Izabella királyné birtokadományozási jogának megerősítése, birtokadományozási jog Fráter Györgynek |                                                                         |
| 1545. október 28.                    | Torda                     | portánkénti adó kivetése; a tolvajok üldözésének elrendelése; becsületes magatartású bűnösök rehabilitációja |                                                                         |
| 1546. szeptember 8.                  | Szászsebes                | Fráter György és Izabella királyné megbékélése |                                                                         |
| 1547. május 1.                       | Gyulafehérvár             | Fráter György számonkérése a pénzügyeket illetően |                                                                         |
| 1547. december 12.                   | Gyulafehérvár             | segélykérő követség I. Ferdinándhoz és V. Károlyhoz a törökök ellen |                                                                         |
| 1548. május 17.                      | Torda                     | további vallási újítások tilalma |                                                                         |
| 1548. szeptember 8.                  | Kolozsvár                 | Izabella mellé választott tanács állítása (sikertelen kisérlet) |                                                                         |
| 1548. október 28                     | Torda                     | |                                                                         |
| 1548. november 30.                   | Torda                     | újabb adó megszavazása |                                                                         |
| 1549. október 29.                    | Marosvásárhely            | terménykilenced megerősítése; kolozsvári mérték használatának elrendelése (a szász székek kivételével) |                                                                         |
| 1550. február 2.                     | Kolozsvár                 | erdélyi kancellária létrehozása | Izabella hívei nem vettek részt                                         |
| 1550. június 22.                     | Torda                     | adó megszavazása, országos érvényű egyenlő súly- és hosszmérték megállapítása |                                                                         |
| 1550. július 1.                      | Szászsebes                | | Izabella hívei nem vettek részt                                         |
| 1550. október 29.                    | Torda                     | | "tábori" országgyűlés                                                   |
| 1551. február 22.                    | Gyulafehérvár             | I. Szulejmán követe bejelentette, hogy évi 50 000 Ft adóért és Becse váráért elismeri János Zsigmond uralmát |                                                                         |
| 1551. március 15.                    | Nagyenyed                 | |                                                                         |
| 1551. április 10.                    | Segesvár                  | |                                                                         |
| 1551. május 8.                       | Torda                     | | tábori országgyűlés, a Ferdinándhoz átpártolt Fráter György hívta össze |
| 1551. május 28                       | Gyulafehérvár             | | tábori országgyűlés                                                     |
| 1551. július 26.                     | Kolozsvár                 | Izabella királyné lemondásának elfogadása, Erdély átadása I. Ferdinándnak |                                                                         |
| 1551. október 8.                     | Nagyszeben                | hadfölkelés a törökök ellen |                                                                         |
| 1551. december 31.                   | Marosvásárhely            | hűségnyilatkozat I. Ferdinándnak |                                                                         |
| 1552. május 22.                      | Torda                     | adózás rendje; vallásegyenlőség; nemzetenként 2000 zsoldos kiállítása | Giovanni Battista Castaldo hívta össze                                  |
| 1552. június 16.                     | Torda                     | |                                                                         |
| 1552. július 13.                     | Torda                     | |                                                                         |
| 1552. augusztus                      | Szászsebes                | hadbalépés a törökök ellen |                                                                         |
| 1552. november 16.                   | Szászsebes (tábori ogy.). | | tábori országgyűlés                                                     |
| 1553. január 20.                     | Kolozsvár                 | tiltakozás Ferdinánd önkényes eljárása ellen |                                                                         |
| 1553. március 19.                    | Kolozsvár                 | |                                                                         |
| 1553. június 30.-július 3.           | Marosvásárhely            | | székely részgyűlés                                                      |
| 1553. augusztus 20.                  | Medgyes                   | |                                                                         |
| 1554. január 25.                     | Marosvásárhely            | |                                                                         |
| 1554. május 12.                      | Marosvásárhely            | |                                                                         |
| 1555. február 2.                     | Torda                     | | Balassa Menyhért hívta össze                                            |
| 1555. február 17.                    | Kolozsvár                 | |                                                                         |
| 1555. április 28.                    | Székelyudvarhely          | székely törvények megerősítése |                                                                         |
| 1555. július 13.                     | Torda                     | |                                                                         |
| 1555. szeptember 7.                  | Gyalu                     | | részgyűlés                                                              |
| 1555. december 23.-1556. február 9.  | Marosvásárhely            | ha Ferdinánd nem védi meg Erdélyt a törökök ellen, akkor mentse fel a hűségeskütől |                                                                         |
| 1556. február 2.                     | Torda                     | I. Ferdinánd előterjesztései |                                                                         |
| 1556. március 8.                     | Szászsebes                | Izabella és János Zsigmond visszahívása |                                                                         |
| 1556. április 28.                    | Kolozsvár                 | |                                                                         |
| 1556. június 1.                      | Szamosújvár               | Izabella és János Zsigmond visszahívása |                                                                         |
| 1556. augusztus 10.                  | Kolozsvár                 | |                                                                         |
| 1556. szeptember 23                  | Szászsebes                | |                                                                         |
| 1556. november-december 7.           | Kolozsvár                 | Erdély pénzügyei János Zsigmond kiskorúsága idején Izabellára bízva; római katolikus püspöki káptalan és szerzetesi birtokok elkobzása; iskolák alapítása; kézművesek árainak megállapítása                             |                                                                         |
| 1557. február 6.                     | Gyulafehérvár             | székelyek büntethetősége |                                                                         |
| 1557. június 1-10.                   | Torda                     | |                                                                         |
| 1557. november 21.                   | Kolozsvár                 | |                                                                         |
| 1558. január 25.                     | Kolozsvár                 | papi jövedelmek adóztatása |                                                                         |
| 1558. március 27.                    | Torda                     | fejedelmi tanács tagjainak fizetése; lutheránus vallás elismerése, kálvinizmus tiltása |                                                                         |
| 1558. június 5-21.                   | Gyulafehérvár             | |                                                                         |
| 1558. szeptember 29.                 | Gyulafehérvár             | hűtlenségi per Bebek Ferenc és a Kendi fivérek ellen | már augusztus 21-én megölték őket Izabella parancsára                   |
| 1559. június 19-22.                  | Gyulafehérvár             | közszékelyek összeírása és megadóztatása, királybírák hatásköre |                                                                         |
| 1559. október 8.                     | Gyulafehérvár             | Izabella temetése |                                                                         |
| 1560. március 10-15.                 | Nagyenyed                 | szász kézművesek árainak szabályozása; országgyűlési meghívások rendje |                                                                         |
| 1560. november 10.                   | Kolozsvár                 | |                                                                         |
| 1561. április 11-18.                 | Torda                     | szűcsmunkák, lábbelik és fegyverek exporttilalma |                                                                         |
| 1561. november 11-22.                | Kolozsvár                 | |                                                                         |
| 1562. január 15.                     | Gyulafehérvár             | hadjárat Balassi Menyhárt ellen |                                                                         |
| 1562. június 20.                     | Segesvár                  | hűtlenségi per a székely fölkelés vezetői ellen; székelyek jogai |                                                                         |
| 1562. november 4.                    | Gyulafehérvár             | hadi kötelezettségek |                                                                         |
| 1563. január 6-15.                   | Torda                     | |                                                                         |
| 1563. június 5-13.                   | Torda                     | 1540 előtt elszökött jobbágyok jogállása; felhatalmazás János Zsigmondnak a Ferdinánddal való tárgyalásra és Ferdinánd családjából nősülésre                                                                            |                                                                         |
| 1564. január 4.                      | Torda                     | |                                                                         |
| 1564. január 21-28.                  | Segesvár                  | felekezetek közti békesség |                                                                         |
| 1564. március 9.                     | Segesvár                  | |                                                                         |
| 1564. június 4.                      | Torda                     | 1556 előtt elszökött jobbágyok jogállása |                                                                         |
| 1564. szeptember 22.                 | Kolozsvár                 | hadjárat Balassi Menyhárt ellen |                                                                         |
| 1565. január 22.                     | Kolozsvár                 | hadfelkelés |                                                                         |
| 1565. október 8-13.                  | Kolozsmonostor            | |                                                                         |
| 1566. március 10-17.                 | Torda                     | a meg nem hódolt katolikus papok száműzése |                                                                         |
| 1566. május 28.                      | Torda                     | Hagymási Kristóf megválasztása főgenerálisnak |                                                                         |
| 1566. november 30-december 13.       | Nagyszeben                | gabona- és szarvasmarhaexport Magyarországra |                                                                         |
| 1567. március 4.                     | Torda                     | általános felkelés elrendelése |                                                                         |
| 1567. július 23.                     | Gyulafehérvár             | intézkedések a beteg fejedelem halála esetére; törvény a szabad fejedelemválasztásról |                                                                         |
| 1567. szeptember 8-17.               | Gyulafehérvár             | a fejedelem végrendeletének megtartása |                                                                         |
| 1568. január 6-13.                   | Torda                     | vallásszabadság, a római katolikus, református, lutheránus, unitárius vallások egyenrangúsága (tordai ediktum) |                                                                         |
| 1568. május 1-6.                     | Torda                     | adóhátrálékok behajtása |                                                                         |
| 1569. február 1-9.                   | Medgyes                   | |                                                                         |
| 1569. június 24-29.                  | Torda                     | protestánssá lett román jobbágyok egyházi adója; János Zsigmond nősülési szándéka, adóhátralékok elengedése, iparcikkek árszabályozása                                                                                  |                                                                         |
| 1569. december 8.                    | Medgyes                   | |                                                                         |
| 1570.                                | Medgyes                   | törvény az unitáriusok ellen |                                                                         |
| 1570. május 21.                      | Torda                     | adó és Nagyvárad erődítésének költsége |                                                                         |
| 1570. június 24-29.                  | Torda                     | |                                                                         |
| 1571. január 6-14.                   | Marosvásárhely (Torda?)   | vallásszabadsággal kapcsolatos rendelkezések megerősítése; kézműves szakmák árszabályozása |                                                                         |
| 1571. április 1.                     | Gyulafehérvár             | János Zsigmond temetése |                                                                         |
| 1571. május 17.                      | Gyulafehérvár             | Báthory István fejedelemmé választása |                                                                         |
| 1571. augusztus 18.                  | Gyulafehérvár             | Báthory István fejedelemségének szultáni megerősítése |                                                                         |
| 1571. november 19-december 2.        | Kolozsvár                 | Izabella és János Zsigmond adományainak felülvizsgálata; 1556 előtt elszökött jobbágyok jogállása; az országgyűlésen kötelező a megjelenés; állatokkal és bőrrel való kereskedelem felszabadítĄsa                       |                                                                         |
| 1572. január 1-6.                    | Kolozsvár                 | |                                                                         |
| 1572. május 25.                      | Torda                     | Dávid Ferenc tanain túlmenő vallásújítás megtiltása; büntetés az országgyűlésen meg nem jelenőknek |                                                                         |
| 1573. január 1-6.                    | Kolozsvár                 | Bekes Gáspár pártjának betiltása |                                                                         |
| 1573. május 24-28.                   | Torda                     | négy bevett vallás szabad gyakorlata; székelyek önkéntes hozzájárulása a portai adóhoz |                                                                         |
| 1573. október 15-18.                 | Medgyes                   | a fejedelem felhatalmazása a Bekes-párt felszámolására |                                                                         |
| 1574. január 1-6.                    | Kolozsvár                 | |                                                                         |
| 1574. június 13-18.                  | Marosvásárhely            | engedélyezte a fejedelemnek az ország ezüsttartalékainak felhasználását |                                                                         |
| 1574. december 13-18.                | Segesvár                  | |                                                                         |
| 1575. július 25.                     | Kolozsvár                 | jóváhagyta Bekes-párt vezetői elleni hűtlenségi pereket |                                                                         |
| 1575. december 6-10.                 | Beszterce                 | |                                                                         |
| 1576. január 14-február 8.           | Medgyes                   | Báthory István fejedelemségének megerősítése, helytartó Báthory Kristóf |                                                                         |
| 1576. április 8.                     | Kolozsvár                 | |                                                                         |
| 1576. május 20-26.                   | Kolozsvár                 | felkészülés I. Miksa támadása ellen |                                                                         |
| 1576. július                         | Gyulafehérvár             | portai megerősítés Báthory Kristófnak |                                                                         |
| 1576. október 21-26.                 | Kolozsvár                 | |                                                                         |
| 1577. április 21 – 27.               | Torda                     | juhok exporttilalma; árumegállító helyek Brassóban és Szászsebeseb |                                                                         |
| 1577. október 12-21.                 | Torda                     | hadi készültség elrendelése; |                                                                         |
| 1578. április 27-május 5.            | Kolozsvár                 | vallási újítások megtiltása; mértékegységek; bőrkereskedelem fejedelmi monopóliummá tétele |                                                                         |
| 1578. október 21-26.                 | Kolozsvár                 | bőrkereskedelem engedélyezése, bőrexpor tilalma |                                                                         |
| 1579. július 1.                      | Gyulafehérvár             | Dávid Ferenc elítélése |                                                                         |
| 1579. október 21-24.                 | Torda                     | jezsuiták tevékenységének tanításra korlátozása; ortodoxoknak püspökválasztási jog engedélyezése |                                                                         |
| 1580. április 28.                    | Torda                     | |                                                                         |
| 1580. november 1-6.                  | Torda                     | hadi készültség elrendelése |                                                                         |
| 1581. május 1-10.                    | Kolozsvár                 | újabb jezsuiták befogadásának tilalma; Báthory Zsigmond fejedelemmé választása |                                                                         |
| 1581. november 20-27.                | Gyulafehérvár             | |                                                                         |
| 1582. április 29-május 3.            | Gyulafehérvár             | |                                                                         |
| 1582. szeptember 6-20.               | Gyulafehérvár             | |                                                                         |
| 1583. március 24-30.                 | Gyulafehérvár             | |                                                                         |
| 1583. szeptember 15-20.              | Gyulafehérvár             | |                                                                         |
| 1584. április 25-május 2.            | Gyulafehérvár             | |                                                                         |
| 1584. szeptember 20-25.              | Gyulafehérvár             | |                                                                         |
| 1585. május 9-17.                    | Gyulafehérvár             | |                                                                         |
| 1585. szeptember 19-24.              | Torda                     | arany kivitelének tilalma, velencei luxuscikkek behozatalának tilalma |                                                                         |
| 1586. január 1-5.                    | Nagyenyed                 | |                                                                         |
| 1587. április 24-29.                 | Gyulafehérvár             | |                                                                         |
| 1587. október 22-28.                 | Kolozsvár                 | |                                                                         |
| 1588. április 28-május 3.            | Nagyenyed                 | |                                                                         |
| 1588. október 29.                    | Nagyenyed                 | az országgyűlés a jezsuiták eltávolítását követelte a beiktatás előtt álló Báthory Zsigmondtól, de ő erre nem volt hajlandó                                                                                             |                                                                         |
| 1588. december 8-23.                 | Medgyes                   | jezsuiták kitiltása Erdélyből, Báthory Zsigmond nagykorúsítása |                                                                         |
| 1589. április 20-25                  | Torda                     | hadi készültség elrendelése |                                                                         |
| 1589. október 21-27.                 | Nagyenyed                 | |                                                                         |
| 1590. április 26-május 4.            | Gyulafehérvár             | |                                                                         |
| 1590. szeptember 21-24.              | Gyulafehérvár             | |                                                                         |
| 1591. április 24-27.                 | Torda                     | |                                                                         |
| 1591. november 1-20.                 | Gyulafehérvár             | |                                                                         |
| 1592. április 19-26.                 | Gyulafehérvár             | |                                                                         |
| 1592. szeptember 20-25.              | Gyulafehérvár             | többletadó a török portának |                                                                         |
| 1594. február 2-15.                  | Gyulafehérvár             | segítség a törököknek |                                                                         |
| 1594. május 12-31.                   | Torda                     | török elleni háború elutasítása |                                                                         |
| 1594. július                         | Torda                     | török elleni háború elutasítása | tábori országgyűlés                                                     |
| 1594. augusztus 17-szeptember 1.     | Kolozsvár                 | törököknek szóló hadüzenet |                                                                         |
| 1594. október 16-20.                 | Gyulafehérvár             | Báthory Zsigmond fejedelem felhatalmazása a keresztény fejedelmekkel való szövetségkötésre |                                                                         |
| 1595. április 16-május 2.            | Gyulafehérvár             | jezsuiták elleni törvény eltörlése; adó a török háborúra |                                                                         |
| 1595. december 13-22.                | Gyulafehérvár             | Báthory Zsigmond megsemmisítette a székely jobbágyok felszabadítását |                                                                         |
| 1596. április 21-26.                 | Kolozsvár                 | |                                                                         |
| 1596. november 30-december 8.        | Gyulafehérvár             | |                                                                         |
| 1597. április 27-május 7.            | Gyulafehérvár             | erdélyi püspökség helyreállítása |                                                                         |
| 1598. január 6-15.                   | Gyulafehérvár             | |                                                                         |
| 1598. március 23-április 10.         | Gyulafehérvár             | |                                                                         |
| 1598. augusztus 29.                  | Torda                     | Báthory Zsigmond fejedelemmé választása |                                                                         |
| 1598. november 20.                   | Torda                     | |                                                                         |
| 1599. március 21-29.                 | Medgyes                   | Báthory András fejedelemmé választása |                                                                         |
| 1599. június 7.                      | Kolozsvár                 | |                                                                         |
| 1599. november 20-28.                | Gyulafehérvár             | Mihály vajda császári kormányzónak elismerése |                                                                         |
| 1600. január 21.                     | Gyulafehérvár             | |                                                                         |
| 1600. március 15.                    | Brassó                    | |                                                                         |
| 1600. július 20-26.                  | Gyulafehérvár             | Mihály nemesi birtokokat adományoz bojárjainak |                                                                         |
| 1600. szeptember 11.                 | Torda                     | Aranyosszék kiváltságainak megerősítése | csak a Mihály-ellenes nemesek vettek részt                              |
| 1600. október 25-november 4.         | Lécfalva                  | |                                                                         |
| 1601. január 21-február 8.           | Kolozsvár                 | Báthory Zsigmondot fejedelemmé választása |                                                                         |
| 1601. június 3-10.                   | Kolozsvár                 | |                                                                         |
| 1602. augusztus 23-31.               | Medgyes                   | Giorgio Basta rémuralma ellen |                                                                         |
| 1602. december 10.                   | Gyulafehérvár             | |                                                                         |
| 1603. február 25-március 8.          | Kolozsvár                 | |                                                                         |
| 1605. február 21.                    | Nyárádszereda             | Bocskai István fejedelemmé választása |                                                                         |
| 1605. szeptember 14.                 | Medgyes                   | Bocskai István beiktatása |                                                                         |
| 1606. április 3.                     | Kolozsvár                 | |                                                                         |
| 1607. január 22.                     | Kolozsvár                 | a fejedelmi tisztség megszerzésére irányuló „titkos ügyködések” megtiltása |                                                                         |
| 1607. február 8-11.                  | Kolozsvár                 | Rákóczi Zsigmond fejedelemmé választása |                                                                         |
| 1607. június 10-24.                  | Kolozsvár                 | |                                                                         |
| 1607. szeptember 23-25.              | Nagyenyed                 | |                                                                         |
| 1608. március 3- április 3.          | Kolozsvár                 | Báthory Gábor fejedelemmé választása |                                                                         |
| 1608. augusztus 9-13.                | Gyulafehérvár             | |                                                                         |
| 1608. szeptember 21-29.              | Kolozsvár                 | |                                                                         |
| 1609. április 6-május 5.             | Kolozsvár                 | |                                                                         |
| 1609. október 9-17.                  | Kolozsvár                 | hajdúk közé szökött jobbágyok kiadatása |                                                                         |
| 1610. március 15-április 3.          | Beszterce                 | |                                                                         |
| 1610. szeptember 29-október 4.       | Medgyes                   | |                                                                         |
| 1610. december 17-20                 | Nagyszeben                | |                                                                         |
| 1611. április 23-30.                 | Nagyszeben                | |                                                                         |
| 1611. október 10-16.                 | Kolozsvár                 | |                                                                         |
| 1612. május 15-25.                   | Nagyszeben                | |                                                                         |
| 1612. november 20-29.                | Nagyszeben                | Bethlen Gábor és több ellenzéki árulóvá nyilvánítása |                                                                         |
| 1613. május 1-14.                    | Nagyszeben                | |                                                                         |
| 1613. október 21-29.                 | Kolozsvár                 | Bethlen Gábor fejedelemmé választása | Szkender pasa hívta össze                                               |
| 1614. február 23-március 16.         | Medgyes                   | Bethlen Gábor portai megerősítése |                                                                         |
| 1614. szeptember 27-október 7.       | Gyulafehérvár             | |                                                                         |
| 1615. május 3-19.                    | Gyulafehérvár             | |                                                                         |
| 1615. szeptember 27-október 3.       | Kolozsvár                 | birtokadományok fölülvizsgálata 1588-ig visszamenőleg |                                                                         |
| 1616. április 7.-május 6.            | Gyulafehérvár             | Lippa átadása a törököknek |                                                                         |
| 1616. október 9-november 5.          | Segesvár                  | |                                                                         |
| 1617. május 4-23.                    | Gyulafehérvár             | |                                                                         |
| 1617. november 1-11.                 | Kolozsvár                 | |                                                                         |
| 1618. április 12-25.                 | Gyulafehérvár             | |                                                                         |
| 1618. október 4-21.                  | Kolozsvár                 | |                                                                         |
| 1619. május 5-26.                    | Gyulafehérvár             | |                                                                         |
| 1620. április 5-20.                  | Gyulafehérvár             | |                                                                         |
| 1620. szeptember 29-október 7.       | Gyulafehérvár             | |                                                                         |
| 1621. április 24-29.                 | Gyulafehérvár             | |                                                                         |
| 1621. szeptember 30-október 5.       | Gyulafehérvár             | |                                                                         |
| 1622. május 1-23.                    | Kolozsvár                 | |                                                                         |
| 1622. szeptember 2-október 21.       | Beszterce                 | |                                                                         |
| 1623. május 14-június 6.             | Gyulafehérvár             | |                                                                         |
| 1624. június 23-július 5.            | Gyulafehérvár             | |                                                                         |
| 1625. május 1-29.                    | Gyulafehérvár             | |                                                                         |
| 1626. május 24 – június 17.          | Gyulafehérvár             | Brandenburgi Katalint férje, Bethlen Gábor utódlási joggal ruházta fel (öccsével, Bethlen Istvánnal és egy 12 tagú tanáccsal együtt)                                                                                    |                                                                         |
| 1627. április 26-28.                 | Gyulafehérvár             | |                                                                         |
| 1628. április 9-május 5.             | Gyulafehérvár             | |                                                                         |
| 1629. április 8-24.                  | Gyulafehérvár             | |                                                                         |
| 1630. január 25-február 17.          | Gyulafehérvár             | Brandenburgi Katalin feltételekhez kötött elfogadása |                                                                         |
| 1630. július 10-17.                  | Medgyes                   | |                                                                         |
| 1630. szeptember 21-október 6.       | Kolozsvár                 | Bethlen István fejedelemmé választása |                                                                         |
| 1630. november 26-december 1.        | Segesvár                  | I. Rákóczi György fejedelemmé választása |                                                                         |
| 1630. december 20-29.                | Gyulafehérvár             | I. Rákóczi György beiktatása |                                                                         |
| 1631. június 5-július 1.             | Gyulafehérvár             | |                                                                         |
| 1632. május 1-10.                    | Gyulafehérvár             | |                                                                         |
| 1633. április 24-május 13.           | Gyulafehérvár             | |                                                                         |
| 1633. augusztus 21-31.               | Gyulafehérvár             | Zólyomi Dávid elítéltetése |                                                                         |
| 1634. május 12-június 1.             | Gyulafehérvár             | |                                                                         |
| 1635. május 13-június 10.            | Gyulafehérvár             | törvények kinyomtatásának elrendelése |                                                                         |
| 1636. február 15-29.                 | Kolozsvár                 | |                                                                         |
| 1636. szeptember 16.                 | Torda                     | hadba szállás Bethlen István ellen, | tábori országgyűlés                                                     |
| 1637. március 1-22.                  | Medgyes                   | |                                                                         |
| 1638. április 23-május 16.           | Gyulafehérvár             | |                                                                         |
| 1639. május 1-20.                    | Gyulafehérvár             | |                                                                         |
| 1640. április 24-május 17.           | Gyulafehérvár             | |                                                                         |
| 1641. április 23-május 14.           | Gyulafehérvár             | |                                                                         |
| 1642. február 16-március 9.          | Gyulafehérvár             | II. Rákóczi György fejedelemmé választása |                                                                         |
| 1643. április 24-május 21.           | Gyulafehérvár             | szövetségkötés a francia és svéd követekkel |                                                                         |
| 1644. január 3-13.                   | Gyulafehérvár             | pénz és hadsereg a protestanzimus védelmére |                                                                         |
| 1645. március 11-27.                 | Gyulafehérvár             | |                                                                         |
| 1646. március 11-27.                 | Gyulafehérvár             | |                                                                         |
| 1647. március 16-április 10.         | Gyulafehérvár             | |                                                                         |
| 1648. március 16-18.                 | Gyulafehérvár             | |                                                                         |
| 1649. január 23-március 10.          | Gyulafehérvár             | |                                                                         |
| 1650. március 20.                    | Gyulafehérvár             | |                                                                         |
| 1661. február 12-március 18.         | Gyulafehérvár             | |                                                                         |
| 1652. február 18-március 12.         | Gyulafehérvár             | Rákóczi Ferenc fejedelemmé kikiáltása |                                                                         |
| 1653. január 15-március 15.          | Gyulafehérvár             | az Approbatae Constitutiones megerősítése |                                                                         |
| 1654. január 18-február 18.          | Gyulafehérvár             | |                                                                         |
| 1655. február 20.                    | Kolozsvár                 | |                                                                         |
| 1656. február 20.                    | Gyulafehérvár             | |                                                                         |
| 1657. június 14.                     | Gyulafehérvár             | |                                                                         |
| 1657. augusztus 17.                  | Szamosújvár               | |                                                                         |
| 1657. november 1-3.                  | Gyulafehérvár             | Rhédey Ferenc fejedelemmé választása |                                                                         |
| 1658. január 22.                     | Medgyes                   | |                                                                         |
| 1658. április 9-május 24.            | Gyulafehérvár             | |                                                                         |
| 1658. augusztus 8.                   | Nagysink                  | |                                                                         |
| 1658. október 4.                     | Segesvár                  | Barcsay Ákos feltételes elfogadása fejedelemként |                                                                         |
| 1658. november 6.                    | Marosvásárhely            | Barcsay Ákos beiktatása |                                                                         |
| 1659. február 26-március 25.         | Beszterce                 | |                                                                         |
| 1659. március 31.                    | Szászsebes                | II. Rákóczi György híveit fő- és jószágvesztéssel fenyegette |                                                                         |
| 1659. augusztus 20-30.               | Torda                     | | tábori országgyűlés                                                     |
| 1659. szeptember 29.                 | Marosvásárhely            | II. Rákóczi György fejedelemmé választása |                                                                         |
| 1659. december 11.                   | Medgyes                   | |                                                                         |
| 1660. július 5.                      | Segesvár                  | |                                                                         |
| 1660. október 20-november 9.         | Segesvár                  | |                                                                         |
| 1661. január 1-6.                    | Szászrégen                | Kemény János fejedelemmé választása |                                                                         |
| 1661. április 23.                    | Beszterce                 | |                                                                         |
| 1661. június 2.                      | Medgyes                   | elszakadás a törököktől |                                                                         |
| 1661. szeptember 14-16.              | Marosvásárhely            | Apafi Mihály fejedelemmé választása |                                                                         |
| 1661. november 20-december 21.       | Kisselyk                  | |                                                                         |
| 1662. március 10-27.                 | Görgényszentimre          | |                                                                         |
| 1662. október 20.                    | Medgyes                   | |                                                                         |
| 1663. február 22-23.                 | Szászkézd                 | |                                                                         |
| 1663. szeptember 24-október 10.      | Marosvásárhely            | |                                                                         |
| 1664. január 31.                     | Nagysink                  | |                                                                         |
| 1665. május 1-22.                    | Gyulafehérvár             | |                                                                         |
| 1665. szeptember 10-16.              | Radnót                    | |                                                                         |
| 1665. november 8-14.                 | Gyulafehérvár             | |                                                                         |
| 1666. február 1-6.                   | Fogaras                   | |                                                                         |
| 1666. szeptember 18-27.              | Gyulafehérvár             | |                                                                         |
| 1667.január 5-február 4.             | Marosvásárhely            | |                                                                         |
| 1667. április 20.                    | Gyulafehérvár             | |                                                                         |
| 1668. január 10-február 3.           | Beszterce                 | |                                                                         |
| 1668. július 15-19.                  | Radnót                    | |                                                                         |
| 1669. január 25.                     | Gyulafehérvár             | Compiláták megerősítése |                                                                         |
| 1669. június 25.                     | Gyulafehérvár             | |                                                                         |
| 1670. február 15.                    | Gyulafehérvár             | |                                                                         |
| 1670. december 1-19.                 | Gyulafehérvár             | |                                                                         |
| 1671. március 9.                     | Fogaras                   | |                                                                         |
| 1671. október 16.                    | Gyulafehérvár             | |                                                                         |
| 1671. november 16.                   | Gyulafehérvár             | |                                                                         |
| 1672. július                         | Radnót                    | |                                                                         |
| 1672. október 10-20.                 | Gyulafehérvár             | |                                                                         |
| 1673. november 18-december 14.       | Gyulafehérvár             | |                                                                         |
| 1674. május 10.                      | Gyulafehérvár             | |                                                                         |
| 1674. november 17.                   | Gyulafehérvár             | |                                                                         |
| 1675. május 25.                      | Gyulafehérvár             | |                                                                         |
| 1675. november 25.                   | Gyulafehérvár             | |                                                                         |
| 1676. november 21.                   | Gyulafehérvár             | |                                                                         |
| 1677. május 21.                      | Gyulafehérvár             | |                                                                         |
| 1678. február                        | Gyulafehérvár             | |                                                                         |
| 1678. április 19.                    | Fogaras                   | |                                                                         |
| 1678. június 2-10.                   | Gyulafehérvár             | |                                                                         |
| 1678. október 1.                     | Gyulafehérvár             | |                                                                         |
| 1679. május 27-június 21.            | Gyulafehérvár             | |                                                                         |
| 1680. január 12.                     | Segesvár                  | |                                                                         |
| 1680. május 18.                      | Gyulafehérvár             | |                                                                         |
| 1680. november 12-december 3.        | Gyulafehérvár             | |                                                                         |
| 1681. február 16-március 10.         | Nagysink                  | |                                                                         |
| 1681. június 10-20.                  | Gyulafehérvár             | II. Apafi Mihály fejedelemmé választása, három nemzet uniójának megújítása |                                                                         |
| 1682. február 17-március 14.         | Fogaras                   | |                                                                         |
| 1682. április 25-május 2.            | Fogaras                   | |                                                                         |
| 1682. augusztus 1-4.                 | Szamosújvár               | |                                                                         |
| 1682. november 21-28.                | Gyulafehérvár             | |                                                                         |
| 1683. február 10-25.                 | Segesvár                  | |                                                                         |
| 1683. április 24-30.                 | Fogaras                   | |                                                                         |
| 1683. július 7.                      | Apahida                   | |                                                                         |
| 1684. március 8-29.                  | Fogaras                   | |                                                                         |
| 1685. február 22-március 24.         | Fogaras                   | |                                                                         |
| 1685. október 24-december 7.         | Fogaras                   | |                                                                         |
| 1686. április 9-május 19.            | Nagyszeben                | |                                                                         |
| 1686. augusztus 12-21.               | Nagyszeben                | |                                                                         |
| 1686. október 19-november 6.         | Gyulafehérvár             | |                                                                         |
| 1687. február 3-13.                  | Fogaras                   | |                                                                         |
| 1687. július 1-4.                    | Apahida, Balázsfalva      | |                                                                         |
| 1687. november 18.                   | Fogaras                   | |                                                                         |
| 1688. január 24.                     | Fogaras                   | |                                                                         |
| 1688. február 5.                     | Fogaras                   | |                                                                         |
| 1688. március 10-17.                 | Fogaras                   | |                                                                         |
| 1688. május 9.                       | Fogaras                   | fogarasi nyilatkozat elfogadása |                                                                         |
| 1688. június 12.                     | Fogaras                   | |                                                                         |
| 1688. szeptember 27-október 8.       | Radnót                    | |                                                                         |
| 1688. november 3-8.                  | Radnót                    | |                                                                         |
| 1688. december 1-10.                 | Ebesfalva                 | |                                                                         |
| 1689. január 5-25.                   | Segesvár                  | |                                                                         |
| 1689. július 15.-augusztus 5.        | Radnót                    | |                                                                         |
| 1689. november 24-december 9.        | Gyulafehérvár             | |                                                                         |
| 1690. április 4-május 5.             | Fogaras                   | |                                                                         |
| 1690. június 17-július 1.            | Radnót                    | |                                                                         |
| 1691. január 10-február 15.          | Fogaras                   | Diploma Leopoldinum kihirdetése |                                                                         |
| 1691. augusztus 1 – 21.              | Torda                     | Alvincziana resolutio felolvasása |                                                                         |
| 1691. december 1-28.                 | Kolozsvár                 | |                                                                         |
| 1692. március 15-24.                 | Nagyszeben                | |                                                                         |
| 1692. szeptember 25-október 6.       | Torda                     | adózás |                                                                         |
| 1693. szeptember 17–október 9.       | Torda                     | felekezetek közötti egyeztetés |                                                                         |
| 1694. január 6.                      | Marosvásárhely            | |                                                                         |
| 1694. február 5-április 6.           | Kolozsvár                 | |                                                                         |
| 1694. július 16-21.                  | Torda                     | II. Rákóczi Ferenc javainak visszaadása elutasítva |                                                                         |
| 1694. december 12-23.                | Marosvásárhely            | |                                                                         |
| 1695. február 26-március 20.         | Kolozsvár                 | |                                                                         |
| 1695. december 12.–1696. január 19.  | Marosvásárhely            | Heisler táborának élelmezése; Apor István kincstárnokká választása |                                                                         |
| 1696. június 6.                      | Torda                     | |                                                                         |
| 1696. október 29-november 28.        | Gyulafehérvár             | |                                                                         |
| 1697. március 9-április 13.          | Kolozsvár                 | |                                                                         |
| 1697. június 22-július 7.            | Torda                     | Bethlen Miklós ügye, az adományozás rendje |                                                                         |
| 1698. április 8-18.                  | Gyulafehérvár             | |                                                                         |
| 1698. június 7-július 14.            | Gyulafehérvár             | |                                                                         |
| 1698. október 20-december 12.        | Gyulafehérvár             | |                                                                         |
| 1699. január 20-február 20.          | Segesvár                  | |                                                                         |
| 1699. szeptember 8-október 6.        | Gyulafehérvár             | |                                                                         |
| 1700. január 1-március 4.            | Gyulafehérvár             | |                                                                         |
| 1701. január 15-március 9.           | Gyulafehérvár             | |                                                                         |
| 1701. június 15-július 9.            | Gyulafehérvár             | |                                                                         |
| 1702. február 22-április 9.          | Gyulafehérvár             | |                                                                         |
| 1703. március 10-április 4.          | Gyulafehérvár             | |                                                                         |
| 1703. november 19-25.                | Nagyszeben                | |                                                                         |
| 1704. július 6-13.                   | Gyulafehérvár             | II. Rákóczi Ferenc fejedelemmé választása |                                                                         |
| 1704. december 30-1705. március 3.   | Segesvár                  | |                                                                         |
| 1707. március 28.                    | Marosvásárhely            | II. Rákóczi Ferenc beiktatása |                                                                         |
| 1712. november 14-december 20.       | Medgyes                   | javaslat a gubernátori és guberniumi tanácsosi tisztségekre |                                                                         |
| 1713. február 24-június 25.          | Medgyes, Nagyszeben       | |                                                                         |
| 1714. január 6-február 14.           | Nagyszeben                | kisnemesek adóztatása |                                                                         |
| 1715. január 30-május 20.            | Nagyszeben                | |                                                                         |
| 1716. január 14.                     | Nagyszeben                | |                                                                         |
| 1717. január 1.                      | Nagyszeben                | Mikes Kelemen és a Rákóczi-emigráció erdélyi birtokos nemes tagjainak megnotázása |                                                                         |
| 1718. február 28-március 14.         | Kolozsvár                 | |                                                                         |
| 1719. december 17.                   | Kolozsvár                 | |                                                                         |
| 1720. április 17.                    | Kolozsvár                 | |                                                                         |
| 1721. március 15-július 18.          | Nagyszeben                | |                                                                         |
| 1722. február 19-április 10.         | Nagyszeben                | a III. Károly-féle pragmatica sanctio elfogadása | a szavazásnál az országgyűlésre hivatalos főrendeknek fele nincs jelen  |
| 1724. január 10-február 28.          | Kolozsvár                 | |                                                                         |
| 1725. április 9-május 10.            | Kolozsvár                 | |                                                                         |
| 1728. április 10-június 7.           | Nagyszeben                | a rendek kérték a Partium Erdélyhez csatolását |                                                                         |
| 1729. június 30-július 13.           | Kolozsvár                 | |                                                                         |
| 1730. június 9-július 22.            | Kolozsvár                 | |                                                                         |
| 1733. február 26.                    | Nagyszeben                | a Partium Erdélyhez csatolásának törvénybe iktatása |                                                                         |
| 1734. november 22.                   | Nagyszeben                | |                                                                         |
| 1736. május 11-június 6.             | Nagyszeben                | |                                                                         |
| 1737. szeptember 2.                  | Nagyszeben                | |                                                                         |
| 1738. február 4-március 15.          | Nagyszeben                | |                                                                         |
| 1740. március 28-június 3.           | Nagyszeben                | |                                                                         |
| 1741. február 20-május 18.           | Nagyszeben                | |                                                                         |
| 1742. május 20.                      | Nagyszeben                | |                                                                         |
| 1742. augusztus 20-október 8.        | Nagyszeben                | |                                                                         |
| 1743. augusztus 21-október 18.       | Nagyszeben                | |                                                                         |
| 1744. január 23-június 24.           | Nagyszeben                | |                                                                         |
| 1746. február 16-július 6.           | Nagyszeben                | |                                                                         |
| 1747. január 23-június 17.           | Nagyszeben                | |                                                                         |
| 1748. augusztus 20-október 1.        | Nagyszeben                | |                                                                         |
| 1749. március 17-április 1.          | Nagyszeben                | |                                                                         |
| 1751. január 11-október 17.          | Nagyszeben                | |                                                                         |
| 1752. augusztus 21-október 6.        | Nagyszeben                | |                                                                         |
| 1753. augusztus 21-október 10.       | Nagyszeben                | |                                                                         |
| 1754. augusztus 21-október 12.       | Nagyszeben                | |                                                                         |
| 1755. augusztus 21-október 12.       | Nagyszeben                | |                                                                         |
| 1757. augusztus 9-november 16.       | Nagyszeben                | |                                                                         |
| 1759. augusztus 21-október 20.       | Nagyszeben                | |                                                                         |
| 1761. szeptember 7-október 23.       | Nagyszeben                | |                                                                         |
| 1781. augusztus 21.                  | Nagyszeben                | |                                                                         |
| 1790. december 12.                   | Kolozsvár                 | |                                                                         |
| 1791. augusztus 9.                   | Nagyszeben                | |                                                                         |
| 1792. október 19.                    | Kolozsvár                 | ortodoxok szabad vallásgyakorlása |                                                                         |
| 1793. november 11.                   | Nagyszeben                | |                                                                         |
| 1794. november 11-1795. április 2.   | Kolozsvár                 | |                                                                         |
| 1809. június 15-július 14.           | Kolozsvár                 | |                                                                         |
| 1810. július 9-1811. szeptember 10.  | Kolozsvár                 | a zsidók Erdélybe telepedésének támogatása |                                                                         |
| 1834. május 24 (28)-1835. február 6. | Kolozsvár                 | |                                                                         |
| 1837. április 17-1838. március 31.   | Nagyszeben                | tiltakozás a kormánypolitika ellen |                                                                         |
| 1841. november 15-1843. február 4.   | Kolozsvár                 | magyar nyelv hivatalossá nyilvánítása |                                                                         |
| 1846. szeptember 9.                  | Kolozsvár                 | |                                                                         |
| 1847. január 4-november 10.          | Kolozsvár                 | Jósika Sámuel főkancellárrá választása |                                                                         |
| 1848. május 29-július 18.            | Kolozsvár                 | jobbágyfelszabadítás, úrbér kárpótlásos eltörlése, unió Magyarországgal | utolsó rendi országgyűlés                                               |

## Nem rendi országgyűlések
| Dátum                                 | Helyszín      | Témái, határozatai, eseményei | Megjegyzés |
| ------------------------------------- | ------------- | --- | --- |
| 1861. február 11.-12.                 | Gyulafehérvár | Erdély közigazgatásának újjászervezéséről hirdették meg, de kimondta az 1848-ben elfogadott, ám az uralkodó által elutasított unió érvényes voltát is | a három nemzet értekezlete (magyar, román, szász) |
| 1863. július 15.–1865. szeptember 1.  | Nagyszeben    | érvénytelenítette az uniót kimondó törvényt, de törvénybe iktatta a februári pátenst és az októberi diplomát                                          | tartománygyűlés román, szász és magyar követeket meghívva, akik közül a magyarok nem jelentek meg, így "csonka gyűlés" lett (nem oszlott fel, csak elnapolták, Kolozsváron folytatódott) |
| 1865. november 19.–1865. december 25. | Kolozsvár     | ismét elfogadták az uniót kimondó törvényt, és azt, hogy képviselőik a pesti országgyűlésen folytatják munkájukat                                     | nem oszlott fel, csak elnapolták, de jure 1867-ben oszlatta fel I. Ferenc József magyar király                                                                                           |